# Juan David Mosquera
Juan David Mosquera López (Cali, Valle del Cauca, Colombia; 5 de septiembre del 2002) es un futbolista colombiano que juega como Defensa en el Portland Timbers de la Major League Soccer de Estados Unidos.

## Trayectoria

### Inicios
Sus inicios en el fútbol los hace en el club del barrio Nilson F. C. A los 9 años llega a la Escuela Sarmiento Lora en donde jugó 7 años y obtuvo 2 títulos de la Liga Vallecaucana de Cali. Integró Selecciones Cali y Selección Valle durante 2 años. Igualmente, hizo parte de la Selección Antioquia con la que se coronó campeón del Torneo Nacional Interligas.

### Independiente Medellín
Llegó a las divisiones menores del Independiente Medellín en el 2018. Para el primer semestre de 2020, gracias a sus destacadas actuaciones en las divisiones inferiores y en la Selección Colombia sub-17, fue ascendido por el director técnico Aldo Bobadilla al primer equipo del Independiente Medellín. Debutó como profesional el 7 de febrero de 2020 frente a Patriotas Boyacá en un partido válido por la 4 fecha de la Liga, actuando como titular durante todo el encuentro.

### Portland Timbers
En el 2022 fue fichado por el Portland Timbers de la MLS.

## Selección nacional

### Categorías inferiores
Fue internacional con la selección de Colombia sub-17 en el Campeonato Sudamericano de Fútbol Sub-17 de 2019, que se llevó a cabo en Perú. Disputó 2 partidos con la Selección Nacional.
Ha tenido también convocatorias a microciclos con la Selección Colombia sub-20.  El 7 de octubre de 2023 en horas de la noche fue conformada su convocatoria a la Selección Colombia de mayores. 
También participaría en el Preolímpico Sub-23 de 2024 donde sería capitán en la mayoría de los juegos disputados.

#### Participaciones en Torneos Juveniles
| Competición                              | Sede                       | Resultado                  | PJ | GA | Asis |
| ---------------------------------------- | -------------------------- | -------------------------- | -- | -- | ---- |
| Campeonato Sudamericano de Fútbol Sub-17 | Perú                       | Primera Fase               | 2  | 0  | 0    |
| Preolímpico Sudamericano Sub-23 de 2024  | Venezuela                  | Primera Fase               | 4  | 0  | 0    |
| Total en Torneos Juveniles               | Total en Torneos Juveniles | Total en Torneos Juveniles | 6  | 0  | 0    |

### Selección Absoluta
Debuta el 29 de enero de 2023 con la selección de mayores con la selección de Estados Unidos jugando todo el partido. En total a disputado 3 partidos con la selección de mayores y sería convocado en la doble fecha de Octubre para las Eliminatorias al Mundial de 2026 donde sería suplente los dos partidos y actualmente se encuentra en la selección Sub-23.

#### Participaciones enEliminatorias al Mundial
| Eliminatoria                               | Sede del Mundial                | Posición      | Resultado  | PJ                                | GA | Asis |
| ------------------------------------------ | ------------------------------- | ------------- | ---------- | --------------------------------- | -- | ---- |
| Eliminatorias Mundial de Norteamérica 2026 | Estados Unidos, México y Canadá | 6°lugar 22pts | En disputa | 0 (2 convocatorias como suplente) | 0  | 0    |

## Clubes
| Club                   | País           | Año           | Partidos |
| ---------------------- | -------------- | ------------- | -------- |
| Independiente Medellín | Colombia       | 2020-2022     | 48       |
| Portland Timbers       | Estados Unidos | 2022-presente | 3        |

## Palmarés

### Torneos nacionales
| Título        | Club                   | País     | Año  |
| ------------- | ---------------------- | -------- | ---- |
| Copa Colombia | Independiente Medellín | Colombia | 2020 |